# Névralgie intercostale
Une névralgie intercostale est une douleur ressentie au niveau du thorax. Elle caractérise la douleur ressentie sur le territoire d'un nerf intercostal. Il existe un nerf intercostal entre deux côtes, à droite comme à gauche et donc de nombreux territoires sensitifs pouvant se manifester comme douloureux. La cause de la névralgie définit les autres caractéristiques sémiologiques définissant ou accompagnant cette douleur. Les mouvements de la colonne vertébrale ou les mouvements respiratoires peuvent par exemple modifier les caractéristiques de la douleur en la rendant plus intense. Un patient souffrant d'une telle névralgie peut avoir une respiration superficielle à cause de la gêne ressentie lors de mouvements respiratoires plus amples. Au  XIXe siècle, la classification des névralgies mentionnait la névralgie dorso-intercostale (Valleix, 1841) qui décrivait précisément cette douleur spontanée qui court le long d'un nerf intercostal. Cette névralgie peut toucher 12 nerfs thoraciques et donc le 12e nerf thoracique est appelé nerf subcostal (et non intercostal). Il existe une 13e forme de névralgie intercostale, la névralgie dorso-intercostobrachiale (nervus intercostobrachialis): la névralgie court du dos au sternum (en passant sous la clavicule), mais se propage aussi en garrot autour du bras (Desfoux et al., 2009).

## Origines
Une névralgie intercostale peut avoir pour origine une contracture musculaire, une mauvaise position de sommeil ou une origine psychosomatique.
Les douleurs intercostales peuvent plus rarement avoir pour cause :
- une irritation du nerf par un cal osseux à la suite d'une fracture costale ou vertébrale, ou d'autres tumeurs de la paroi thoracique,
- le zona, qui a une complication redoutable chez les personnes âgées, la douleur post-zostérienne, qui se manifeste par une névralgie sur le territoire du nerf où est apparue l'éruption de zona.

On trouve aussi toutes les causes de syndrome lésionnel affectant le rachis dorsal comprenant :
- une tumeur de côte ou de vertèbre, comme dans le cas d'un myélome affectant la colonne vertébrale[1], un ostéome, un sarcome vertébral, etc.,
- les infections vertébrales (mal de Pott rarissime dans les pays développés, la spondylodiscite rare aux étages thoraciques) ou épidurites,
- un méningiome, un neurinome, etc.
- une hernie discale de l'étage dorsal (rare),
- la spondylarthrite ankylosante.
- l'arthrose dorsale,
- les malformations congénitales ou acquises des vertèbres dorsales,
- le tassement vertébral dans le cadre d'une ostéoporose ne se complique théoriquement pas de névralgie,
- la grossesse

## Diagnostic différentiel
Les douleurs d'origine cardiaque, œsophagienne, pulmonaire ou pleurale peuvent mimer des névralgies intercostales tels un infarctus du myocarde, un pyrosis, une pleurésie, une pneumopathie infectieuse, etc.
Les affections radiculaires ou de la moelle épinière peuvent prendre un caractère très semblable à une névralgie, mais seront évoqués les radiculalgies, voire une syringomyélie, etc.
Les troubles musculo-squelettiques, très courants en médecine sportive, ne sont pas rares et parfois confondus avec une névralgie : une déchirure des muscles intercostaux, les fractures de côte et autres métastases costales, etc.

## Traitement
Comme toutes les douleurs, un traitement antalgique purement symptomatique peut soulager la souffrance. Un antalgique de palier 1, 2 ou même 3 (paliers de l'OMS) est utilisable. Le caractère neuropathique de la douleur, à l'inverse de l'excès de nociception, peut rendre ces traitements conventionnels inefficaces. Pourront alors être tentés certains antiépileptiques voire certains antidépresseurs tricycliques.
L'origine de la névralgie doit être recherchée pour être traitée en même temps. Le traitement radical de la cause pouvant suffire à faire disparaître la douleur.